# Aelurillus
Aelurillus reprezintă un gen de păianjeni-săritori întâlniți în Africa de Nord, Asia și Europa.

## Desriere
Femelele ajung până la lungimea de 7 mm, masculii - 5 mm. Pcioarele sunt relativ groase, păroase și rezistente. Femele sunt de culoare brună - maro, iar masculii sunt negri. 

## Modul de viață
Ei se hrănesc în principal cu furnici. Unii membri ai genului din Asia de Sud-Est atacă păianejenii din familia Gnaphoidae și-i omoară. ei preferă locurile calde, uscate și stâncoase. Uneori pot fi întâlniți în iarba joasă. 